# Nowa Kamionka (Augustów)
Nowa Kamionka est un village de Pologne, situé dans la gmina de Bargłów Kościelny, dans le Powiat d'Augustów, dans la voïvodie de Podlachie.

## Source
- (en) Cet article est partiellement ou en totalité issu de l’article de Wikipédia en anglais intitulé « Nowa Kamionka, Augustów County » (voir la liste des auteurs).